# Katastrofa budowlana w Rydze
Katastrofa budowlana w Rydze – katastrofa budowlana, do której doszło 21 listopada 2013 o godzinie 17:41 w Rydze w dzielnicy Zolitūde. W wyniku zawalenia się dachu supermarketu „Maxima XX” śmierć poniosły 54 osoby, a 38 zostało rannych. Była to największa tego typu katastrofa na Łotwie od odzyskania przez nią niepodległości w 1991.

## Budynek
Budynek, który się zawalił, był jednopiętrowym supermarketem należącym do sieci Maxima. Miał powierzchnię około 4750 metrów kwadratowych i został oddany do użytku 3 listopada 2011 roku. Koszt budowy wyniósł 1,4 mln euro. Wykonawcą robót było przedsiębiorstwo Re&Re, które stanowiło własność SIA Tinio. W budynku oprócz supermarketu „Maxima XX” mieściły się m.in. bank, poczta i salon piękności. Po oddaniu do użytku budynek zdobył nagrodę w konkursie architektonicznym.

## Katastrofa
Feralnego dnia o godzinie 16:21 w supermarkecie rozległ się alarm pożarowy. Personel nie przeprowadził jednak wymaganej ewakuacji, lecz uspokoił klientów i poinformował ich, że alarm został wywołany awarią techniczną. W rzeczywistości alarm wywołał dym z prac spawalniczych wykonywanych na terenie supermarketu. Dach supermarketu zawalił się o godzinie 17:41, gdy wiele osób robiło w nim zakupy, po wyjściu z pracy.

## Akcja ratunkowa
Przed godziną 18:00 służby ratunkowe zostały powiadomione o zawaleniu się części dachu. Po przybyciu pierwszych jednostek na miejsce doszło do kolejnego zawału, w wyniku którego zginęło trzech strażaków. Podczas akcji ratunkowej część elementów konstrukcji wciąż grożących zawaleniem było podtrzymywanych przez dźwigi. Służby ratunkowe co pewien czas przerywały działania prosząc rodziny zaginionych o telefonowanie do poszkodowanych. Dzięki temu lokalizowano kolejne osoby.

## Przyczyny katastrofy
Przyczyny katastrofy nie są znane. Policja bierze pod uwagę trzy hipotezy: wadliwy projekt i nieprawidłowy nadzór budowlany nad budynkiem, wadliwe wykonanie oraz umieszczenie na dachu ciężkich materiałów w związku z powstającym tam ogrodem zimowym. Wykluczono zamach terrorystyczny.

## Ofiary
Śmierć ponieśli głównie mieszkańcy dzielnicy Zolitūde. Wskutek drugiego zawału zginęło 3 strażaków.
| Przynależność państwowa | Liczba ofiar |
| ----------------------- | ------------ |
| Łotwa                   | 51           |
| Rosja                   | 2            |
| Armenia                 | 1            |
| Razem                   | 54           |

## Następstwa i reakcje
Prezydent Łotwy ogłosił w dniach 23–25 listopada żałobę narodową. Dodatkowo 23 listopada o godzinie 10:00 w całym kraju obowiązywała minuta ciszy. W ramach solidarności z Łotyszami na dzień 24 listopada żałobę narodową ogłoszono również na Litwie i w Estonii.
Burmistrz Rygi Nils Ušakovs zapowiedział zbudowanie na miejscu tragedii pomnika poświęconego ofiarom.
27 listopada premier Łotwy Valdis Dombrovskis podał się do dymisji, biorąc pełną odpowiedzialność za katastrofę.